# Жайворонково (Гусєвський район)
Жайворонково (рос. Жаворонково) — селище Гусєвського району, Калінінградської області Росії. Входить до складу Гусєвського міського поселення.
Населення —  79 осіб (2015 рік). 

## Населення
| 2002 | 2010 |
| ---- | ---- |
| 73   | ↗79  |